# Paracollyria lutea
Paracollyria lutea là một loài tò vò trong họ Ichneumonidae.